# Rhabdoweisia collenchymatica
Rhabdoweisia collenchymatica là một loài rêu trong họ Rhabdoweisiaceae. Loài này được (J. Froehl.) A. Eddy mô tả khoa học đầu tiên.